# Estação Terminal Ceilândia
A Estação Terminal Ceilândia é uma das estações do Metrô do Distrito Federal, situada em Ceilândia, seguida da Estação Ceilândia Norte. Administrada pela Companhia do Metropolitano do Distrito Federal, é uma das estações terminais da Linha Verde.
Foi inaugurada em 16 de abril de 2008. Localiza-se no Setor N QNN 13, Conjunto P. Atende a região administrativa de Ceilândia.